# Koellikerina elegans
Koellikerina elegans is een hydroïdpoliep uit de familie Bougainvilliidae. De poliep komt uit het geslacht Koellikerina. Koellikerina elegans werd in 1900 voor het eerst wetenschappelijk beschreven door Mayer. 